# Horní Maršov (zámek)
Zámek Horní Maršov je zámek ve stejnojmenné obci v okrese Trutnov, který byl postaven v roce 1792 v barokním stylu, s přechodem ke klasicismu. V roce 1869 byl přestavěn a byla přistavěna i věž. V letech 1907–1910 bylo přistavěno doprostřed průčelí schodiště. Objekt je kulturní památkou.

## Historie
Roku 1744 se Horní Maršov stal samostatným panstvím v držení rodu Schaffgotschů. Roku 1792 tu císařský komoří Jan Berthold Schaffgotsch spolu se svým zetěm Alfonsem Aichelburgem na místě panského domu dali postavit zámeček v pozdně barokním stylu přecházejícím do klasicismu.  
Roku 1829 se majitelem zámku stal Berthold Aichelburg. Jeho syn Alfons roku 1869 zámek přestavěl v novorenesančním stylu a k původní přední části přistavěl tři zadní křídla uzavírající nepravidelný (přibližně čtvercový) dvůr. V jihozápadní části byla postavena věž s cibulovitou střechou. 
Dalším majitelem se stal rod Czernin-Morzinů. Ti dali v letech 1907–1910 přistavět schodiště doprostřed jižního průčelí.
Roku 1945 byl zámek zkonfiskován, získala jej nejdříve obec, poté přešel na stát. Byl používán jako základní škola, dětský domov a dokonce i jako kino. Roku 1991 získala zámek zpět obec, neměla však na jeho údržbu prostředky, a tak jej nabídla k prodeji soukromým zájemcům. Od roku 1997 je v soukromém vlastnictví. Byla opravena pouze přední fasáda, zbytek zámku stále chátrá. 

## Současný stav

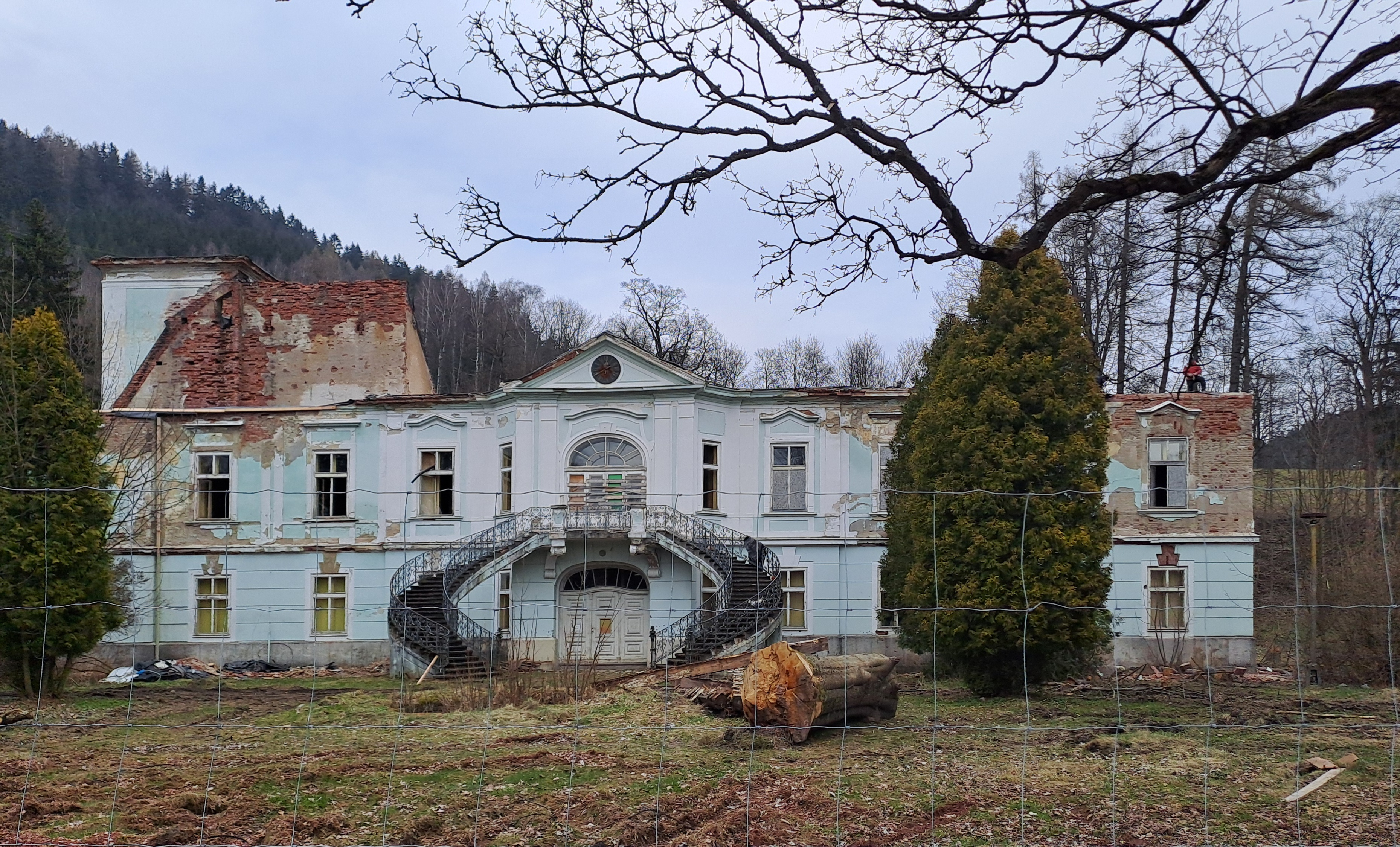
Jižní průčelí, stav 2024

V současné době je zámek pro veřejnost uzavřen. Zámek patřil společnosti Sagna, jejímž vlastníkem je podle údajů v obchodním rejstříku občan Ruské federace Sergej Majzus. Objekt byl řadu let nabízen ke koupi. Dne 19. srpna 2018 zámek, který byl ve špatném technickém stavu a nebyl od roku 1994 nijak využíván, vyhořel. Podle starosty obce se schylovalo k prodeji zámku neznámému zájemci.
Koncem roku 2018 zámek změnil majitele; koupila jej nově založená společnost Zámek Horní Maršov, patřící českému podnikateli Vladimíru Rackovi. Součástí kupní smlouvy byl také smluvně vázaný příslib okamžitého zahájení oprav. Zámek se tak ještě před nástupem zimy dočkal provizorního zastřešení a plánovaly se další investice. Během policejního vyšetřování však vyšlo najevo, že za skupinou žhářů, kteří zámek podpálili, stál nový majitel zámku a jeho motivem mohlo být snížení kupní ceny.
Vladimír Racek, prokurista firmy Zámek Horní Maršov s.r.o. a faktický majitel zámku, byl za objednání žhářských útoků na maršovský zámek a autobazar u Humpolce v listopadu 2020 odsouzen Vrchním soudem v Praze na 9 let odnětí svobody nepodmíněně. Racek byl již v roce 2012 pravomocně odsouzen na 4,5 roku nepodmíněně za podvody v humpolecké textilce Sukno.
V červenci 2024 zakoupila zámek a přilehlý pivovar společnost Pec Resort Invest Tomáše Otruby. Plánuje zde vybudovat luxusní domov pro seniory hotelového typu. Jednání se současným majitelem Rackem probíhala prostřednictvím starosty Horního Maršova Pavla Mrázka.

## Galerie

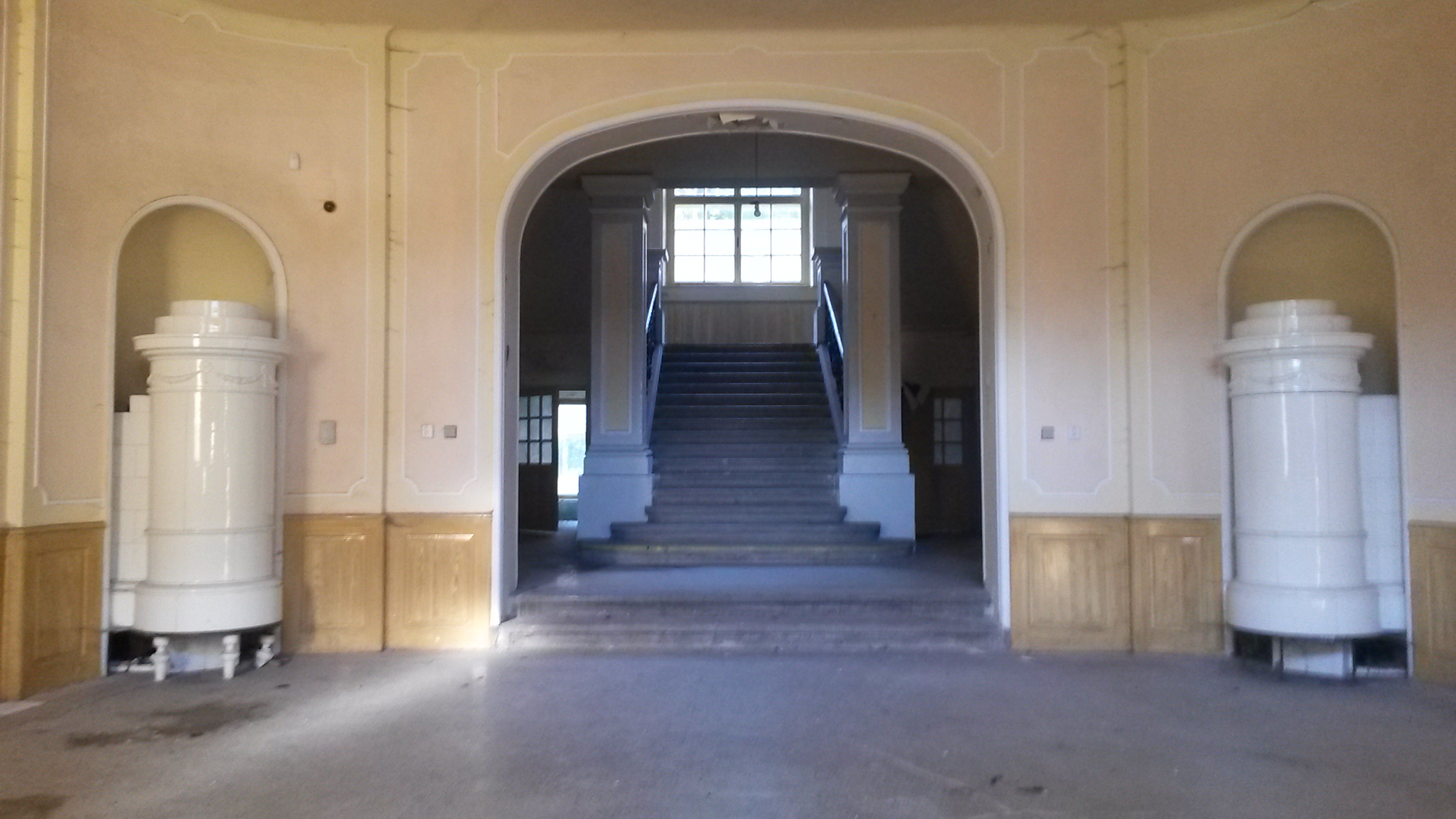
Vstupní hala, 2015
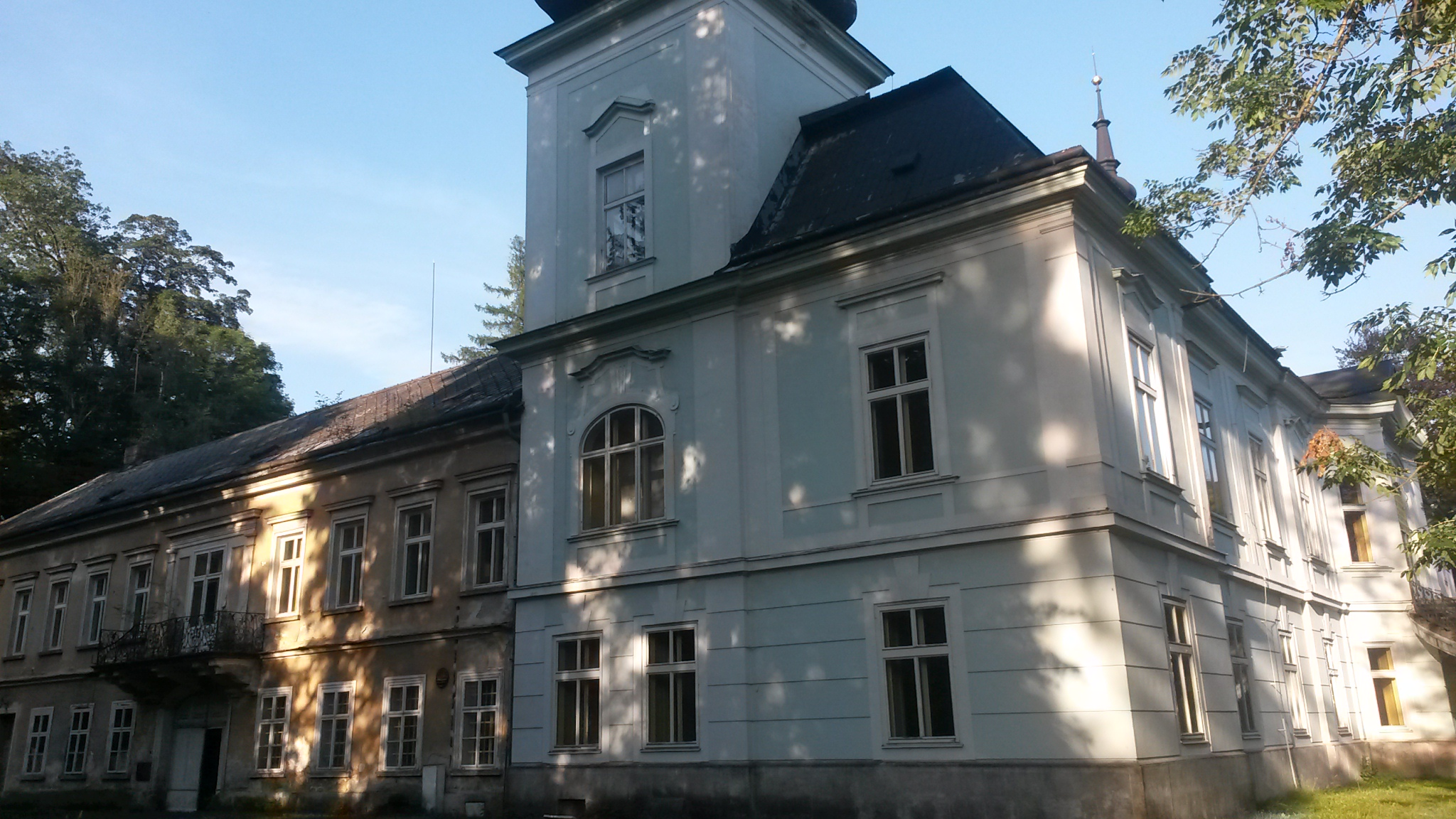
Západní křídlo, 2015
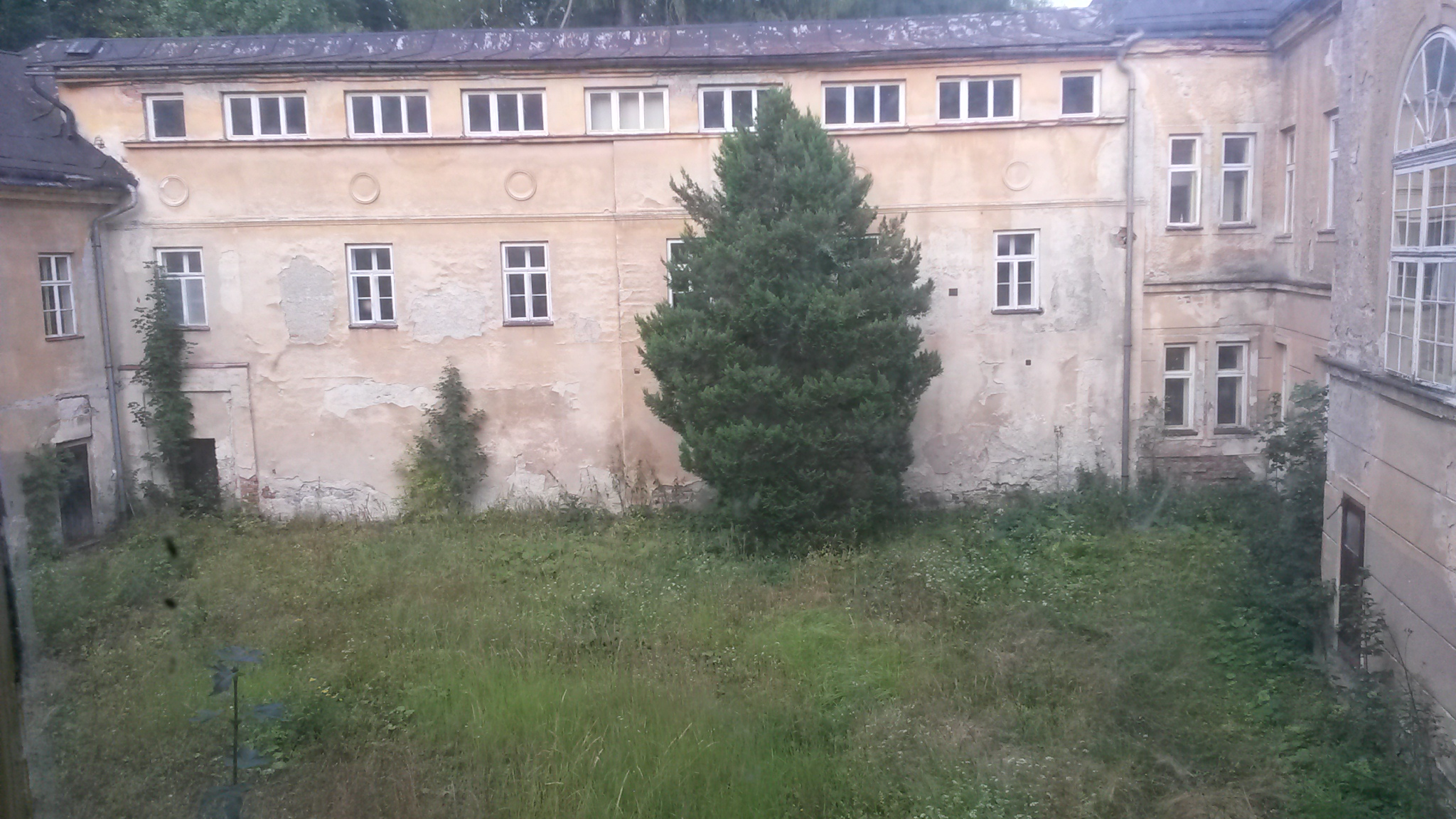
Nádvoří, 2015
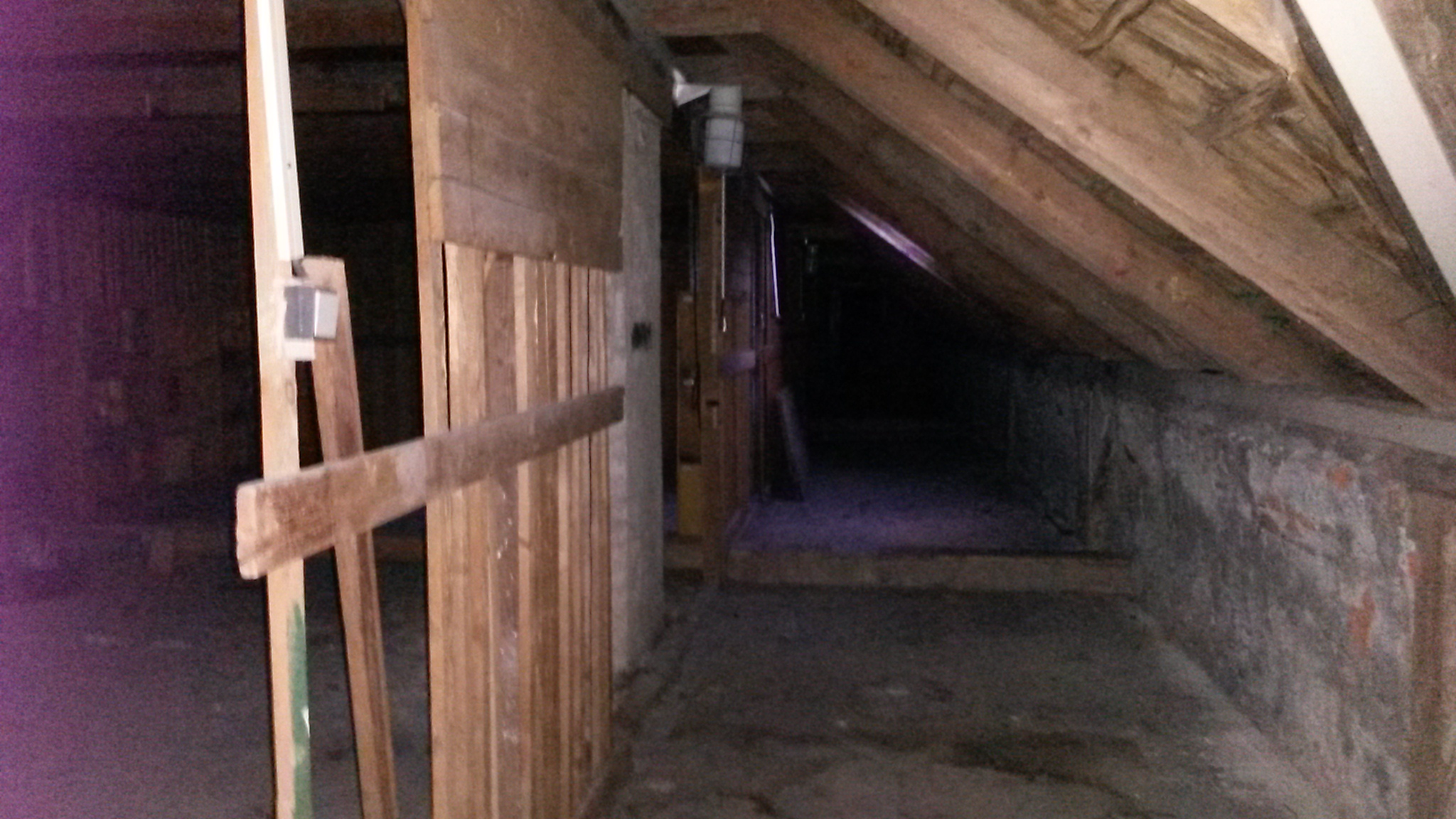
Půda, 2015
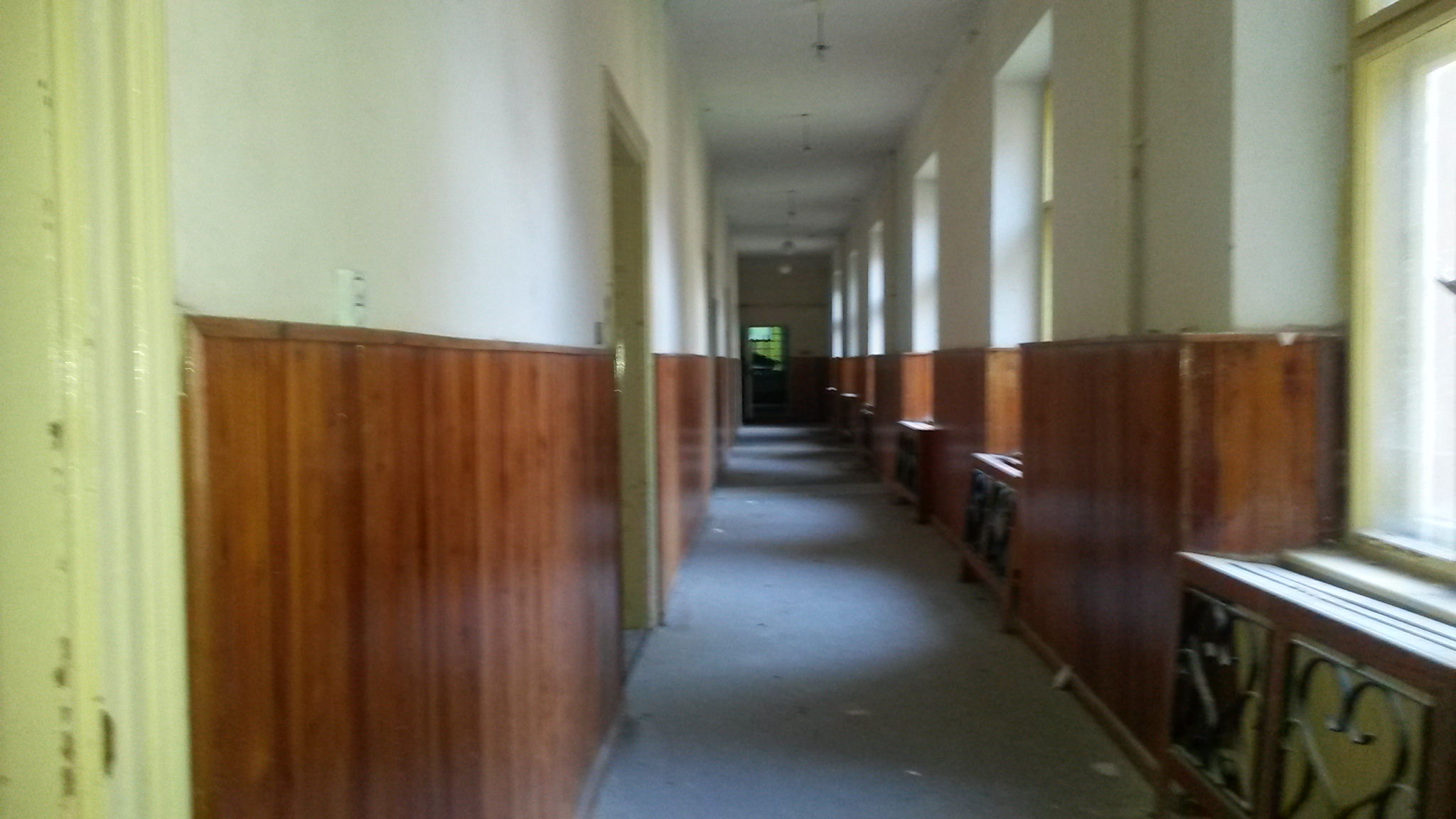
Místnosti v zámku, 2015